# Targowo
Targowo (deutsch Theerwisch) ist ein Dorf in der polnischen Woiwodschaft Ermland-Masuren. Es gehört zur Gmina Dźwierzuty (Landgemeinde Mensguth) im Powiat Szczycieński (Kreis Ortelsburg).

## Geographische Lage
Targowo liegt in der südlichen Mitte der Woiwodschaft Ermland-Masuren, 15 Kilometer nördlich der Kreisstadt Szczytno (deutsch Ortelsburg).

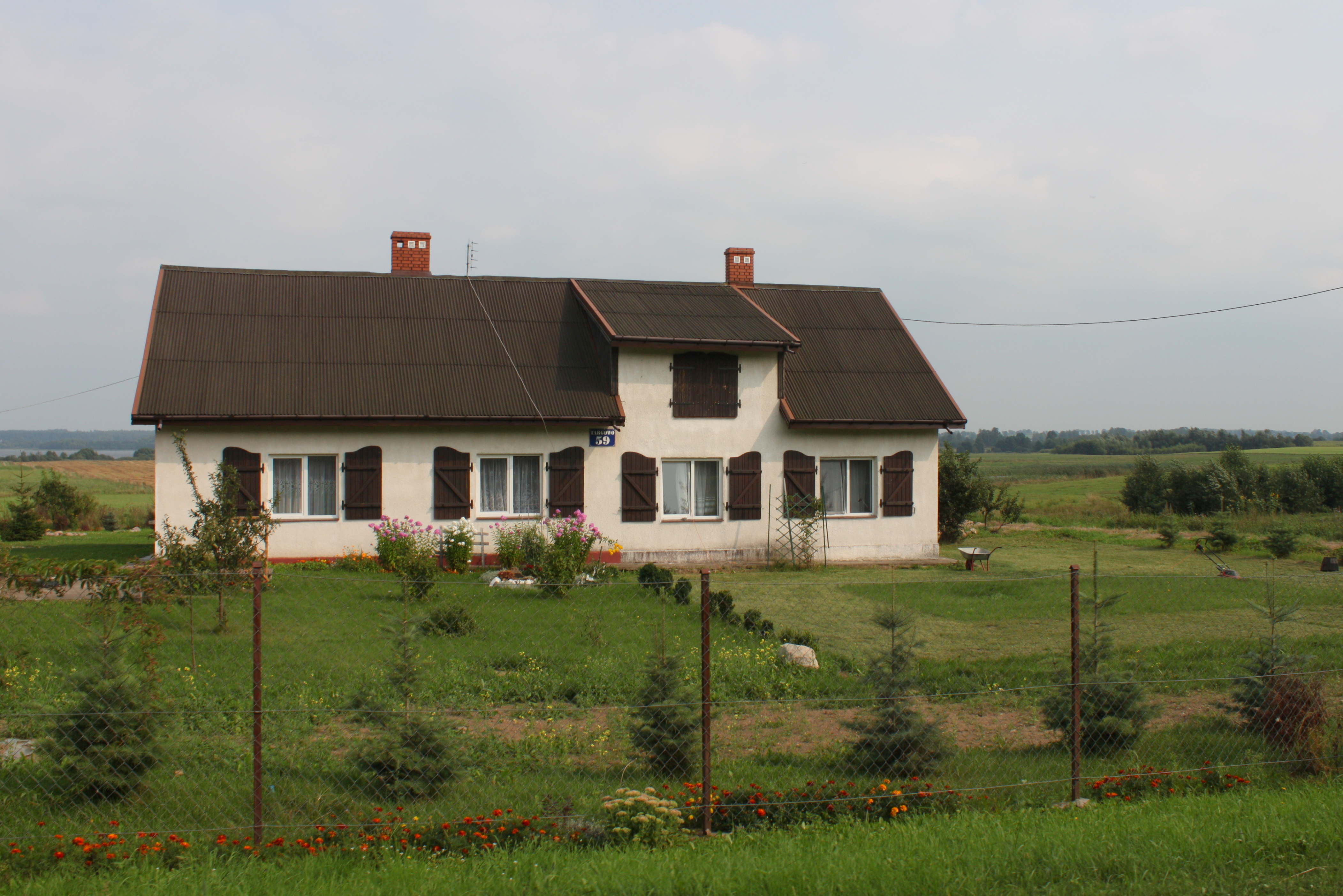
Wohnhaus in Targowo

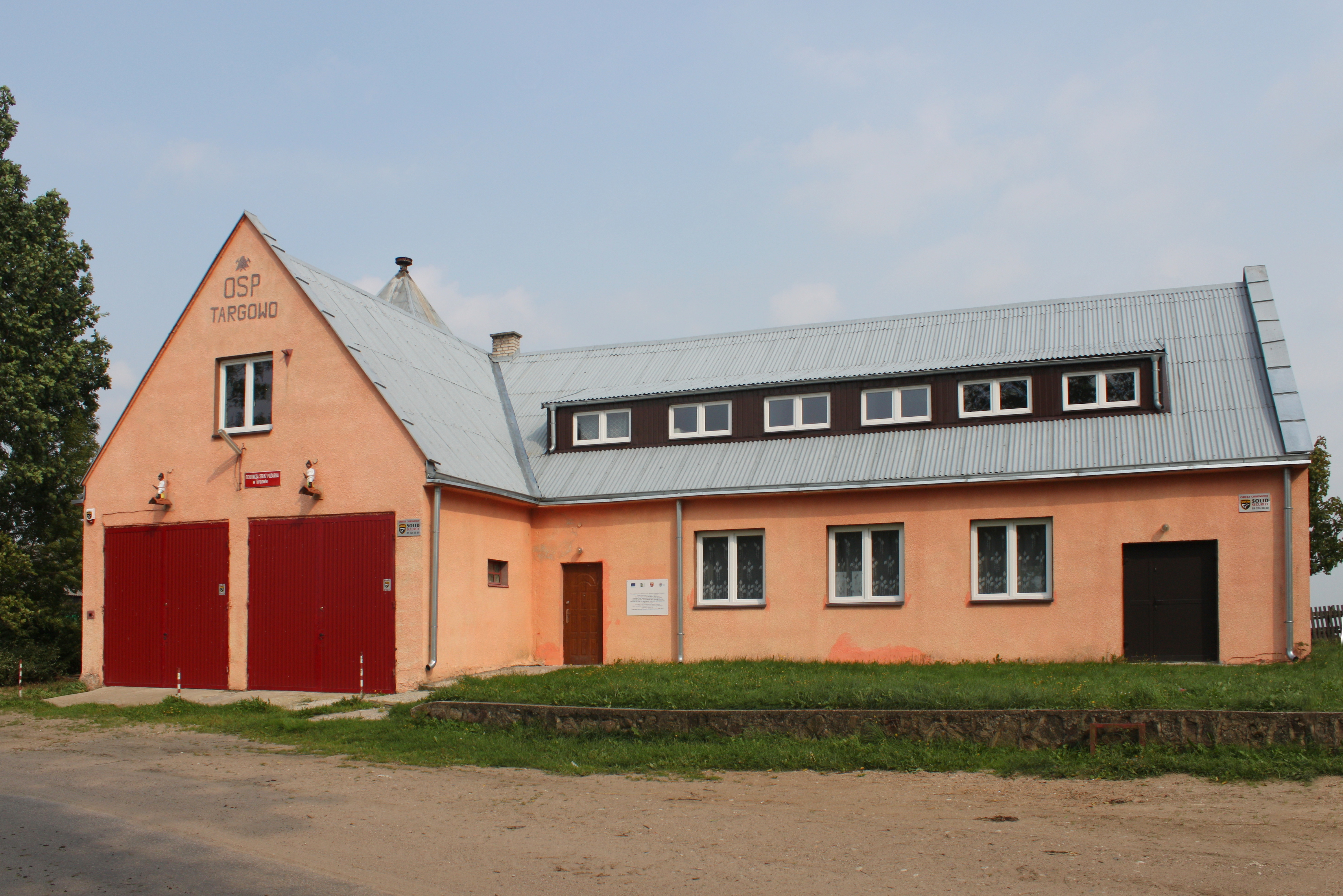
Feuerwehrhaus in Targowo

## Geschichte
Im Jahre 1386 verschrieb der Deutsche Orden einhundert Hufen den Brüdern Hans und Niclaus Witkop von Theergewisch. Das dabei genannte Rogenwalde dürfte der Hauptort des späteren Guts Theerwisch gewesen sein. In einer Erneuerung der Gründungshandfeste stellt der Ordenshochmeister Merten Truchseß im Jahre 1477 einen Teil der Gemarkung für Jakob und Berndt von Theerwisch aus. 1615 ist dann Hans von Wildenhain Besitzer der Theerwisch’schen Güter: Theerwisch, Theerwischwolla (1933 bis 1945 Theerwischwalde, polnisch Targowska Wola) und Theerwischwolka (1928 bis 1945 Waldrode, polnisch Targowska Wólka). Seit 1800 haben die Theerwisch’schen Güter (seit 1782 ohne Theerwischwolka) wechselnde Besitzer: Familie von Massenbach, von Gotzheim, von Burghard, von Fabeck und von Osten-Fabeck.
Im Jahre 1874 wurde Theerwisch sowohl als Landgemeinde als aus als Gut in den neu errichteten Amtsbezirk Jablonken (polnisch Jabłonka) eingegliedert, der – 1938 in „Amtsbezirk Wildenau“ umbenannt – bis 1945 bestand und zum ostpreußischen Kreis Rastenburg gehörte.
Im Jahre 1912 wurde Theerwisch aufgeteilt: Landgemeinde Theerwisch (374,5 Hektar, 248 Einwohner), Landgemeinde Theerwischwolla (109,6 Hektar, 105 Einwohner) und Gutsbezirk Theerwisch (1582,3 Hektar, mit dem Vorwerk Louisenthal, polnisch Zazdrość). Aufgrund der Bestimmungen des Versailler Vertrags stimmte die Bevölkerung im Abstimmungsgebiet Allenstein, zu dem Theerwisch gehörte, am 11. Juli 1920 über die weitere staatliche Zugehörigkeit zu Ostpreußen (und damit zu Deutschland) oder den Anschluss an Polen ab. In Dorf und Gut Theerwisch stimmten 273 Einwohner für den Verbleib bei Ostpreußen, auf Polen entfielen keine Stimmen.
Am 17. Oktober 1928 wurden der Gutsbezirk Theerwisch und die Landgemeinde Theerwisch und Theerwischwolla zur neuen Landgemeinde Theerwisch zusammengeschlossen. Die Gesamteinwohnerzahl belief sich 1933 auf 622 und 1939 auf 567.
In Kriegsfolge wurde das gesamte südliche Ostpreußen 1945 an Polen überstellt. Betroffen davon war auch Theerwisch, das die polnische Namensform „Targowo“ erhielt. Heute ist das Dorf Sitz eines Schulzenamtes (polnisch Sołectwo) und als solches eine Ortschaft im Verbund der Landgemeinde Dźwierzuty (Mensguth) im Powiat Szczycieński (Kreis Ortelsburg), bis 1998 der Woiwodschaft Olsztyn, seither der Woiwodschaft Ermland-Masuren zugehörig. Im Jahre 2011 zählte Targowo 351 Einwohner.

## Kirche

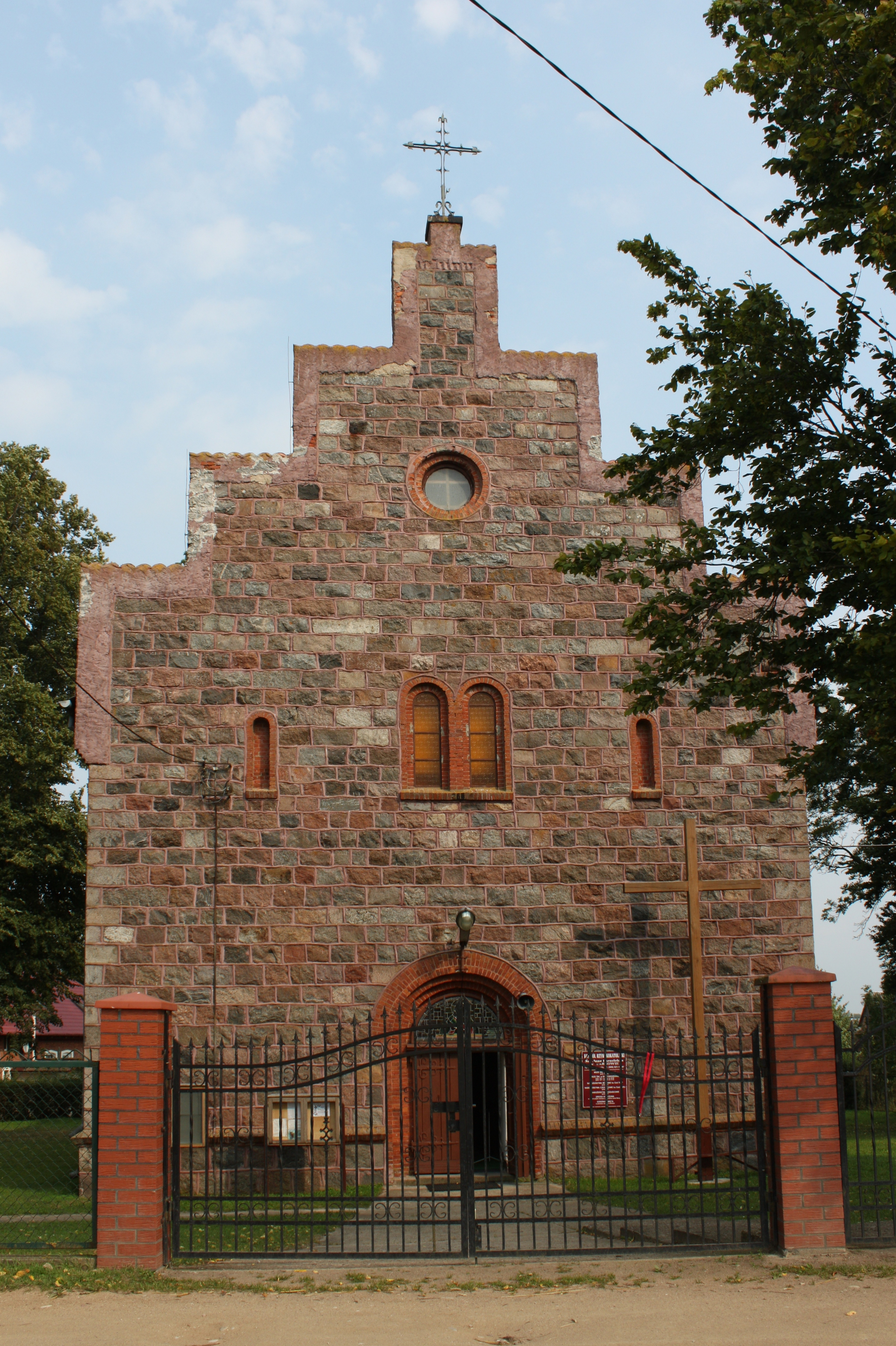
Die einst evangelische, heute katholische Kirche in Targowo

### Kirchengebäude
Die heutige katholische Kirche St. Johannes der Täufer wurde in den Jahren 1884 bis 1934 als evangelisches Gotteshaus errichtet. Sie war der lange herausgeschobene Ersatzbau einer wohl aus dem 15. Jahrhundert stammenden Holzkirche, die 1823 wegen Baufälligkeit abgerissen werden musste. Es handelt sich um einen schlichten Feldsteinbau in neoromanischem Baustil. Der freistehende massive Glockenturm wurde 1927 errichtet.

### Kirchengemeinden
Die Gründung der Kirche in Theerwisch resp. Targowo geht wohl auf das Jahr 1405 zurück, reicht also zurück in die vorreformatorische Zeit. Mit dem Einzug der Reformation wurde die Kirche evangelisch.

#### Evangelisch
Theerwisch war eine selbständige Kirchengemeinde, die ab 1900 mit der Nachbarkirchengemeinde Jablonken (1938 bis 1945 Wildenau, polnisch Jabłonka) unter einem Pfarramt (Sitz in Theerwisch) vereinigt wurde. Bis dahin wurde sie von eigenen Pfarrern, aber auch Geistlichen aus Mensguth Dorf (polnisch Dźwierzuty) und auch Rheinswein (Rańsk) versorgt. Bis 1945 gehörte sie zum Kirchenkreis Ortelsburg in der Kirchenprovinz Ostpreußen der Kirche der Altpreußischen Union. Flucht und Vertreibung der einheimischen Bevölkerung setzten nach 1945 dem kirchlichen Leben der evangelischen Gemeinde ein Ende. Evangelische Einwohner Targowos orientieren sich jetzt zur Kirche in Dźwierzuty bzw. zur Kirche in Rańsk innerhalb der Diözese Masuren der Evangelisch-Augsburgischen Kirche in Polen.

#### Katholisch
Die katholische Pfarrgemeinde Targowo wurde mit bischöflichem Erlass vom 15. August 1982 errichtet und Johannes dem Täufer gewidmet. Ein Jahr zuvor hatte die katholische Kirche das bis dahin evangelische und inzwischen fast baufällig gewordene Gotteshaus übernommen. Vorher gab es keine katholische Kirche in Theerwisch, und die katholischen Einwohner gehörten zur Pfarrkirche in Mensguth. Heute ist die Pfarrgemeinde Targowo in das Dekanat Pasym (Passenheim) im Erzbistum Ermland eingebunden.

## Schule
Bereits im Jahre 1531 wurde in Theerwisch eine Schule erwähnt. Ein neues Schulgebäude wurde 1938 gebaut. Es enthielt drei Klassenräume und eine Lehrerwohnung.

## Verkehr

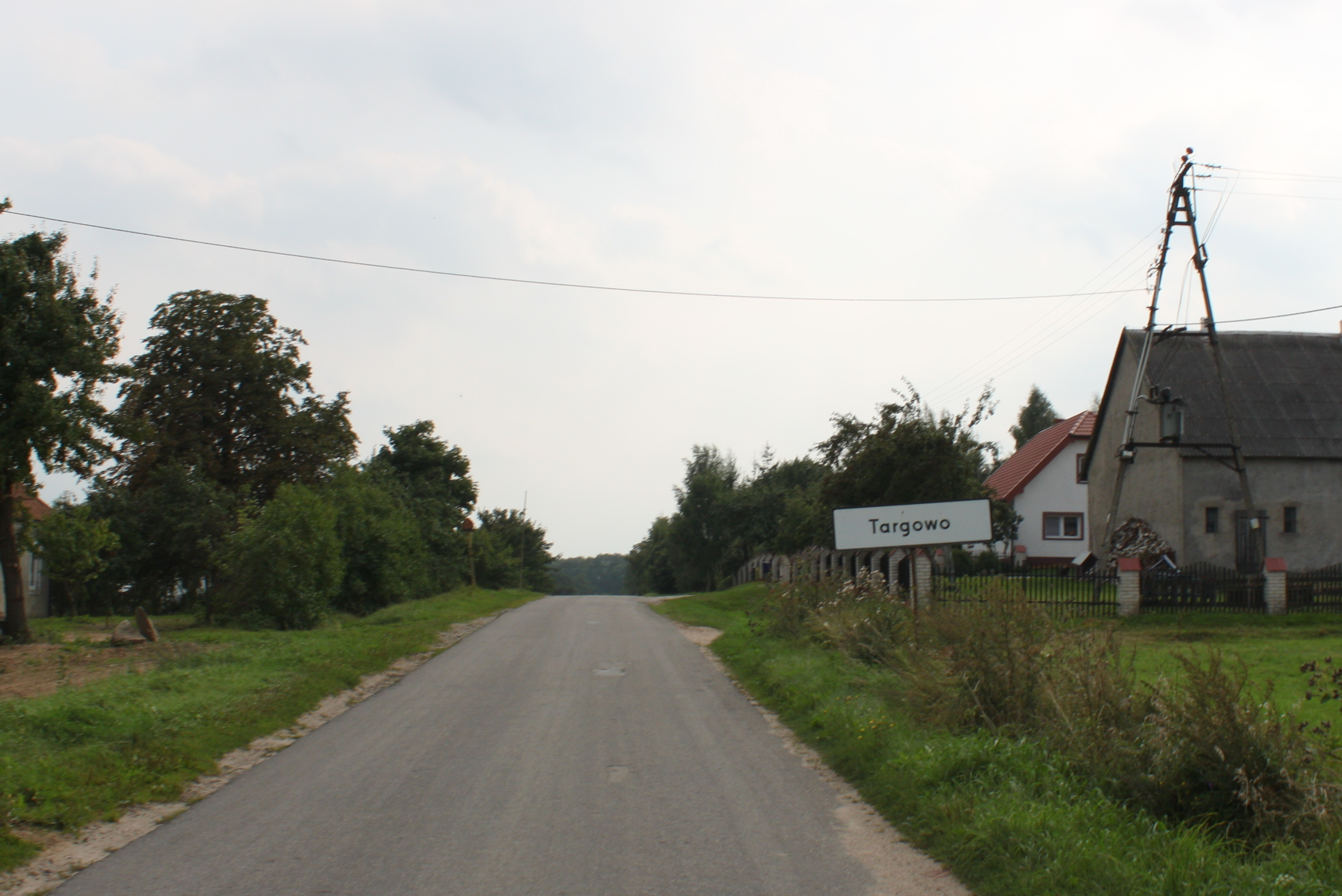
Ortseinfahrt Targowo

Targowo liegt an einem Schnittpunkt zahlreicher Straßen. Durch den Ort verläuft eine Nebenstraße, die die polnische Landesstraße 57 (frühere deutsche Reichsstraße 128) bei Dźwierzuty (Mensguth Dorf) mit der Woiwodschaftsstraße 600 bei Orzyny (Erben) verbindet. Außerdem durchzieht ein parallel zur Woiwodschaftsstraße 600 verlaufender Straßenzug das Dorf und verbindet Kałęczyn (Kallenzin, 1938 bis 1945 Kallenau) mit Jabłonka (Jablonken, 1938 bis 1945 Wildenau). Zubringerstraßen von Targowska Wola (Theerwischwolla, 1933 bis 1945 Theerwischwalde) und Olszewki (Olschöwken, 1938 bis 1945 Kornau (Ostpr.)) enden in Targowo.
Eine Anbindung an den Bahnverkehr existiert nicht.

## Persönlichkeiten
- Andrzej Cisowski (1962–2020), polnischer Maler, Grafiker und multimedialer Künstler, lebt u. a. in Targowo